# Mine d'émeraude de Muzo
La mine d'émeraude de Muzo est une mine d'émeraude située dans le département de Boyacá, en Colombie. Autrefois exploitée à ciel ouvert, la mine est aujourd'hui souterraine.

## Situation
La mine de Muzo est située sur la municipalité de Muzo, dans l'ouest du département de Boyacá, à approximativement 100 km au nord-nord-ouest de Bogota.

## Histoire
La mine de Muzo a été exploitée par les conquistadors espagnols depuis au moins l'an 1594, mais les Indiens d’Amérique les exploitaient probablement depuis au moins cinq siècles avant l'arrivée des Espagnols en Amérique.
Après l'indépendance de la Colombie en 1819, l'exploitation de la mine de Muzo fut attribuée alternativement à des entreprises privées ou publiques, et parfois concédées à des consortiums colombiens et européens.
En novembre 2009, TEXMA a acquis les droits exclusifs de l'exploitation de la mine de Muzo

## Production
La mine de Muzo est réputée produire les émeraudes les plus pures au monde. Elle est également réputée pour la taille des émeraudes extraites.
Parmi les gemmes notables extraites figurent :
- l'émeraude du duc de Devonshire (en), de 1 384 carats, donnée à William Cavendish, le 6e duc de Devonshire, par Pierre Ier du Brésil en 1831.
- l'émeraude MacKay, de 167,97 carats, elle est montée sur un pendentif art déco en platine et diamant dessiné par Cartier. Offerte par Clarence H. MacKay à son épouse en tant que cadeau de mariage en 1931 qui en fit don au Smithsonian Institute en 1984.
- l'émeraude Unguentarium[4], pesant plus de 3 000 carats, elle fut acquise par Rodolphe II de Habsbourg au début du XVIIe siècle. L'empereur Ferdinand III du Saint-Empire la fit tailler par le maître Dionysio Miseroni en un unguentarium de 8,5 cm de long, 7,2 cm de large et 10,9 cm de hauteur.
- l'émeraude Hooker (en), de 75,47 carats, elle fut la propriété initiale d'Abdul Hamid II, sultan de l'Empire ottoman. Achetée par Tiffany & Co en 1911, elle fut montée sur une broche. Rachetée en par Janet Annenberg Hooker en 1955, elle fut donnée au Smithsonian Institute en 1977.
- l'émeraude Chalk (en), de 37,82 carats, elle en faisant originairement 38,40 avant d'être taillée et montée sur une bague entourée de soixante diamants par Harry Winston. Elle fut donnée au Smithsonian Institute en 1972 par les époux O. Roy Chalk.
- l'émeraude Mughal (en), de 217,8 carats, elle appartenait à Aurangzeb, dernier des quatre grands empereurs Moghols qui a régné de 1658 à 1707 sur l'Inde. Elle est gravée d'un côté de motifs floraux intriqués et de l'autre d'une calligraphie persane
- le collier de l'inquisition espagnole (en), composé de 374 diamants venus d'Inde et de 15 émeraudes colombiennes d'un total de 45 carats, il est supposé avoir appartenu à la famille royale espagnole. Le maharaja d'Idore le posséda jusqu'en 1948, date à laquelle il est acheté par Harry Winston. Il fut en 1972 donné au Smithsonian Institute par Cora Hubbard Williams.

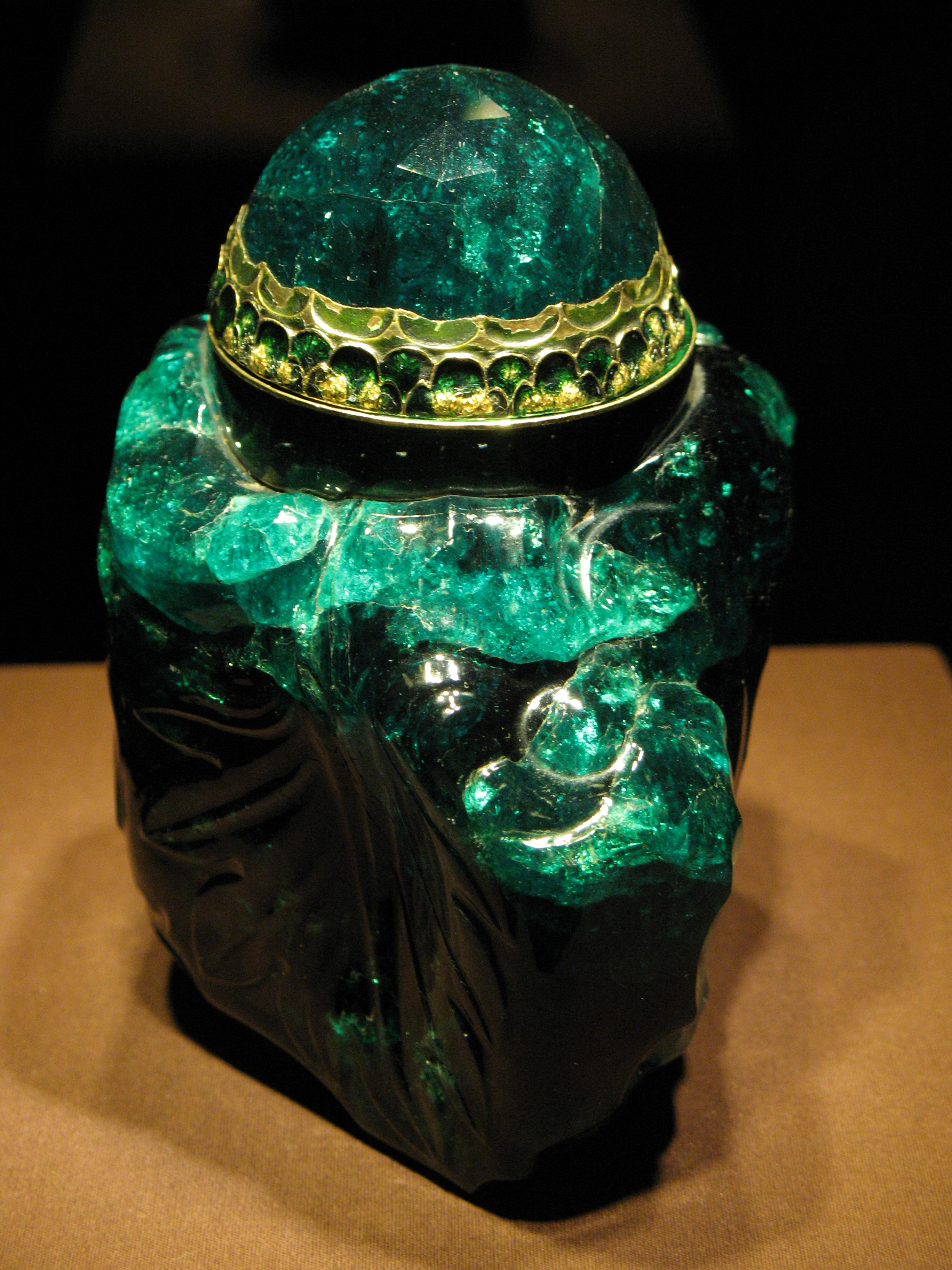
L'émeraude Unguentarium
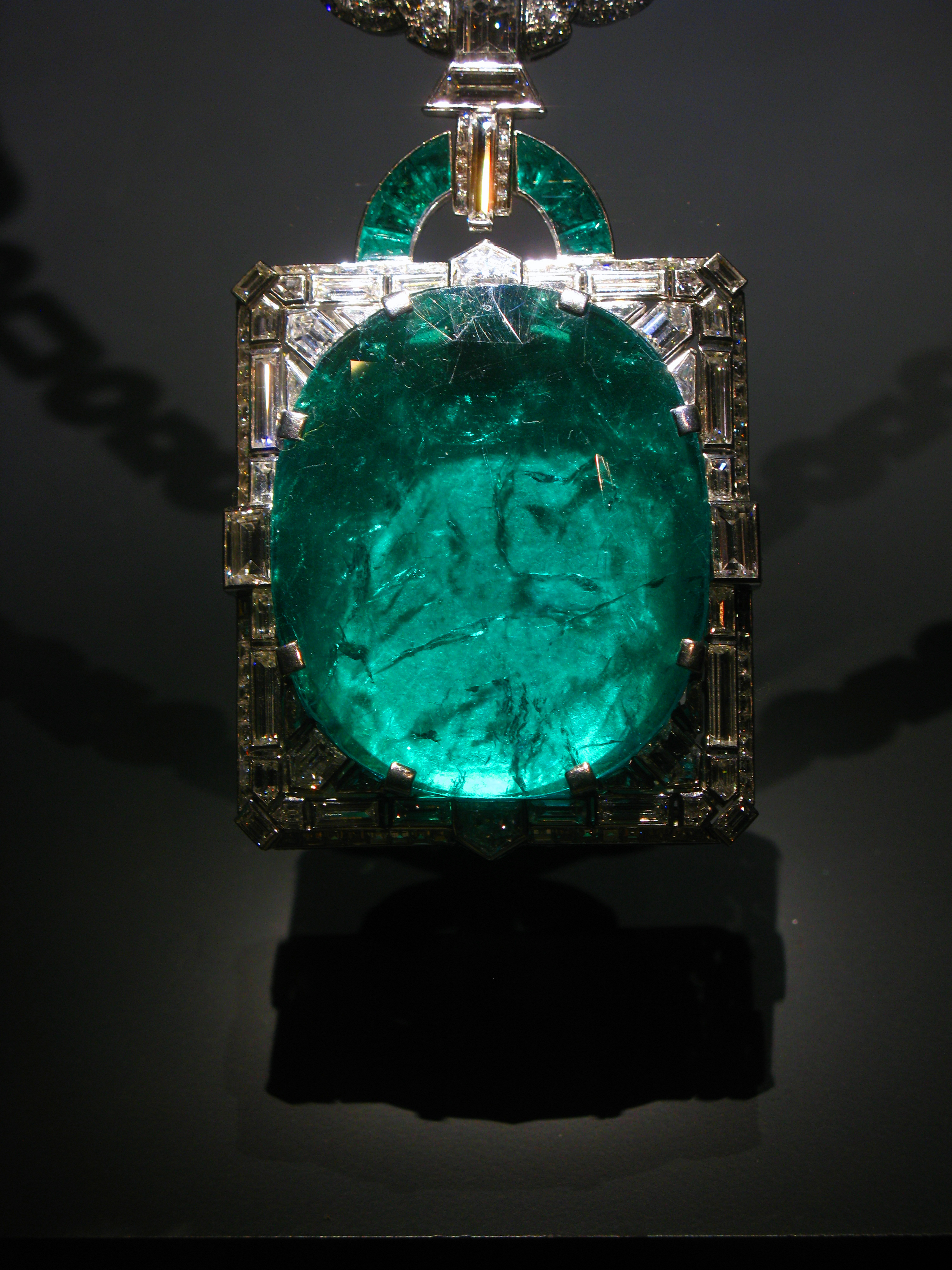
L'émeraude MacKay
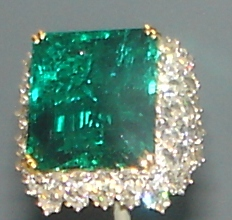
L'émeraude Chalk
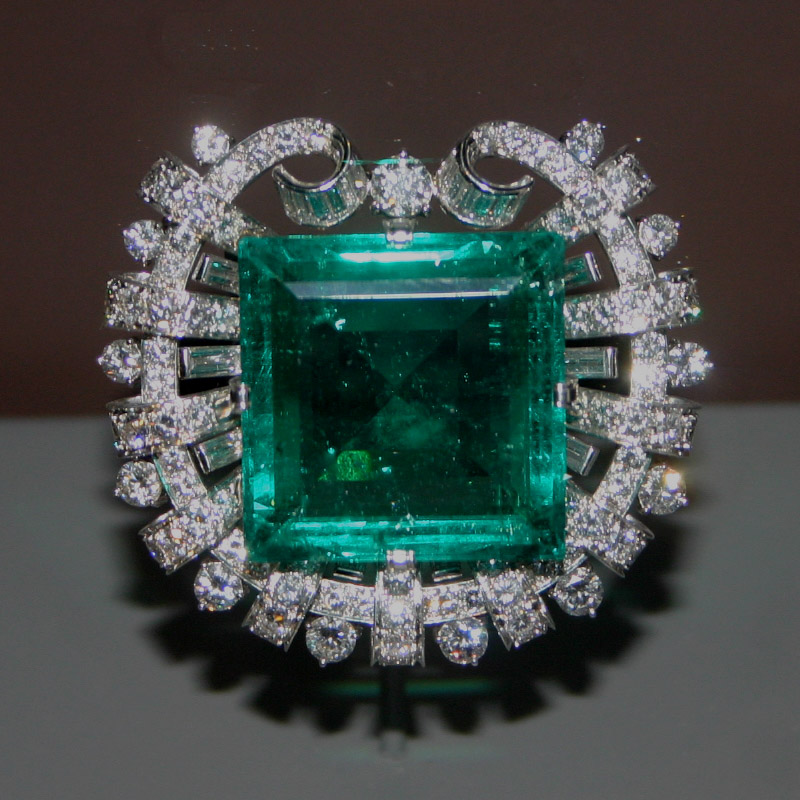
l'émeraude Hooker
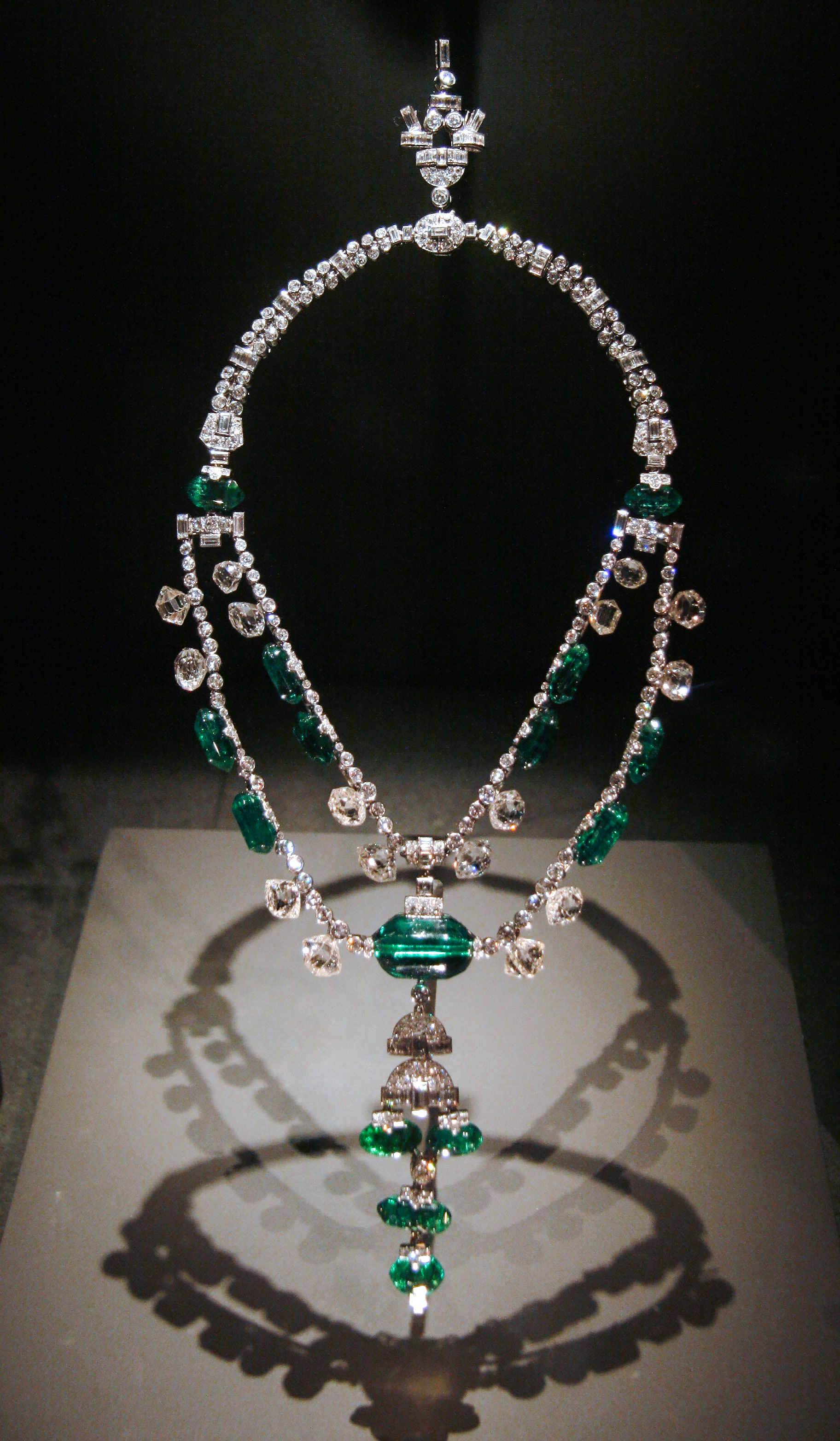
Le collier de l'inquisition espagnole